# سیارک ۲۳۶۳
سیارک ۲۳۶۳ (به انگلیسی: 2363 Cebriones، نامگذاری:1977TJ3) دو هزار و سیصد و شصت و سومین سیارک کشف شده‌است که در ۴ اکتبر ۱۹۷۷ کشف شد.
قدر مطلق سیارک برابر ۹٫۱۱ است.